# O duminică pierdută
O duminică pierdută (titlul original: în cehă Hogo fogo Homolka) este cel de-al doilea film de comedie cehoslovac din trilogia „Homolka”, realizat în 1971 de regizorul Jaroslav Papoušek având protagoniști actorii Josef Šebánek, Marie Motlová, František Husák, Helena Růžičková. În film joacă și cei doi copii gemeni ai regizorului Milos Forman, Petr Forman și Matěj Forman.

## Conținut
Dacă în prima duminică tot programul familiei Homolka a decurs după plan, adică dimineața la iarbă verde, după masa fotbal la televizor iar seara dans și bucurie în familie, în această duminică însă parcă totul merge pe dos. Familia vrea să sărbătorească un mare eveniment: au reușit în sfârșit să cumpere o mașină  škoda. Încep să facă mici ieșiri în jur la Praga, la aeroport, la Hradčany și plănuiesc viitoarele excursii. Dar bucuria le este stricată de o scrisoare venită de la străbunică, prin care află că străbunicul trage să moară iar familia est așteptată să își ia rămas bun de la el. Supărați, familia Homolka trebuie să plece în satul din sudul Boemiei unde locuiește străbunicul. Surpriza e că la sosirea lor, acesta nu era acasă ci plecat hai-hui prin sat...

## Distribuție
- Josef Sebánek – bunicul Homolka
- Marie Motlová – bunica Homolka
- František Husák – Ludva, tatăl gemenilor
- Helena Růžičková –  nora Hedus, mama gemenilor
- Josef Kolb – străbunicul
- Josefa Pechlatová – străbunica
- Petr Forman – geamănul Péta
- Matej Forman – geamănul Máta
- Jirí Cutka – Francek Petrlík
- Karel Fridrich – omul cu câinele
- Václav Zizka – bânul de 80 de ani
- Růžena Pružinová – Suchánková
- Vladimír Krska – barmanul
- Hana Brejchová – vocea unei fete în costum de baie